# Baranówka (Frombork)
Baranówka (deutsch Schafsberg) und Baranówka-Leśniczówka sind Orte in der polnischen Woiwodschaft Ermland-Masuren. Sie gehören zur Stadt-und-Land-Gemeinde Frombork (Frauenburg) im Powiat Braniewski.

## Geographische Lage
Baranówka und Baranówka-Leśniczówka liegen westseitig der Baude (polnisch Bauda) im Nordwesten der Woiwodschaft Ermland-Masuren, neun bzw. zehn Kilometer südwestlich der Kreisstadt Braniewo (Braunsberg). Die Entfernung zwischen beiden Orten beträgt weniger als einen Kilometer.

## Geschichte

### Baranówka(Schafsberg)
Der aus ein paar großen und kleinen Höfen bestehende Ort Schaafsberg wurde erst nach 1785 als Schafsberg geschrieben. 1,25 Kilometer westlich des Dorfs befand sich eine Ziegelei. Als eine Landgemeinde kam Schafsberg 1874 zum neu errichteten Amtsbezirk Sonnenberg (polnisch Bogdany) im ostpreußischen Kreis Braunsberg im Regierungsbezirk Königsberg. Am 1. August 1881 wurde das zum Gutsbezirk Forst Födersdorf (polnisch Piórkowo) gehörende Etablissement Neufeld (Nowiny) nach Schafsberg umgemeindet. Der Amtsbezirk Sonnenberg, dem Schafsberg zugehörte, wurde am 5. November 1928 in „Amtsbezirk Betkendorf“ (polnisch Biedkowo) umbenannt.
Im Jahre 1910 waren in Schafsberg mit Neufeld 109 Einwohner gemeldet. Ihre Zahl belief sich 1933 auf 99 und 1939 auf 102.
Nach der Abtretung des gesamten südlichen Ostpreußen 1945 in Kriegsfolge an Polen erhielt Schafsberg die polnische Namensform „Baranówka“. Als eine Osada (= „Siedlung“) gehört der Ort jetzt zur Gmina Frombork (Stadt-und-Land-Gemeinde Frauenburg) im Powiat Braniewski (Kreis Braunsberg), von 1975 bis 1998 der Woiwodschaft Elbląg, seither der Woiwodschaft Ermland-Masuren zugehörig. Seine Einwohnerzahl belief sich im Jahre 2021 auf 94.

### Baranówka-Leśniczówka
Baranówka-Leśniczówka ist eine  Osada leśna (= „Waldsiedlung“), die bis zum 31. Dezember 2010 zur Osada Baranówka gehörte und erst danach verselbständigt wurde. Ab dem 1. Januar 2011 trägt sie offiziell den bisherigen Namen mit Zusatzbezeichnung und ist eine Ortschaft im Verbund der Gmina Frombork im Powiat Braniewski der Woiwodschaft Ermland-Masuren.

## Religion
Das einstige Schafsberg und jetzige Baranówka sowie Baranówka-Leśniczówka gehören zur römisch-katholischen St.-Nikolaus-Kirche in der Stadt Frombork, die jetzt dem Dekanat Braniewo (Braunsberg) im Erzbistum Ermland zugeordnet ist.
Bis 1945 war Schafsberg in die evangelische Kirche Frauenburg in der Kirchenprovinz Ostpreußen der Kirche der Altpreußischen Union eingegliedert. Baranówka und Baranówka-Leśniczówka gehören jetzt zur Evangelisch-Augsburgischen Kirche in Polen.

## Verkehr
Baranówka und Baranówka-Leśniczówka liegen an der Woiwodschaftsstraße 505, die von Frombork (Frauenburg) über Młynary (Mühlhausen) bis nach Pasłęk (Preußisch Holland) führt. Beide Orte sind durch die Hauptstraße voneinander getrennt.
Eine Bahnanbindung besteht nicht.